# John Patitucci

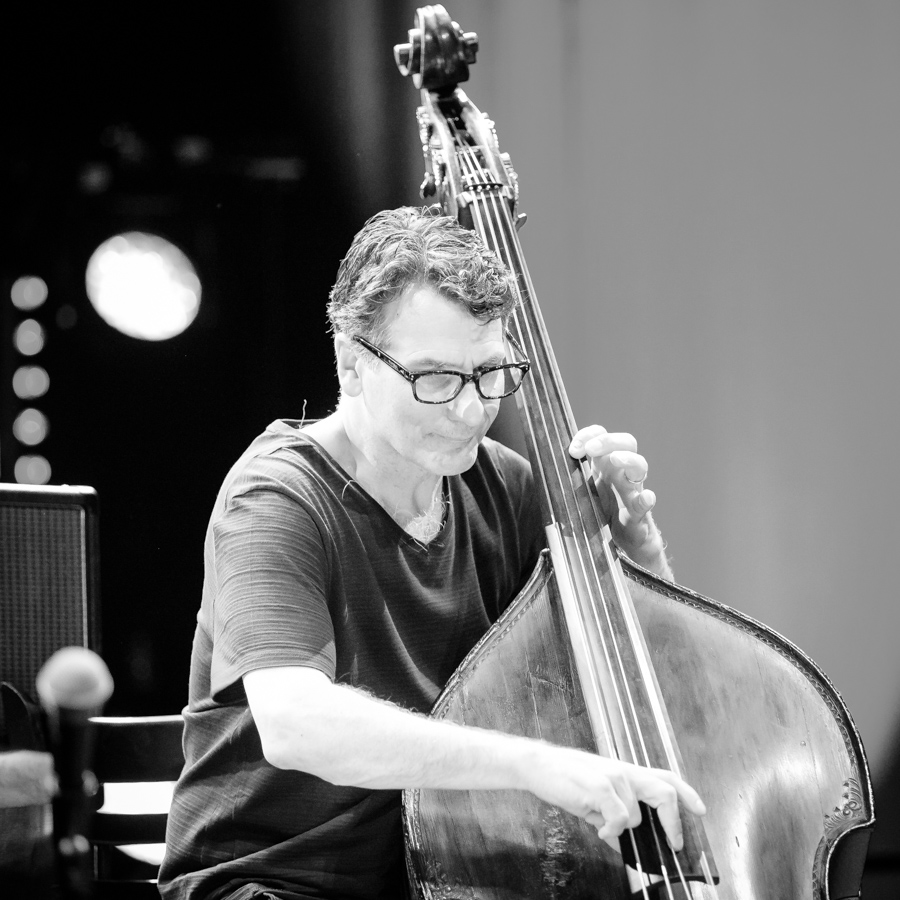
John Patitucci (2018)
Bild: Tore Sætre

John Patitucci (* 22. Dezember 1959 in Brooklyn, New York) ist ein US-amerikanischer Jazz-Bassist.

## Leben
Patitucci begann im Alter von zehn Jahren, E-Bass zu spielen, mit zwölf Jahren folgten erste Kompositionen, mit fünfzehn Jahren der Kontrabass und ein Jahr später das Klavier. Er studierte klassischen Bass an der San Francisco State University und Long Beach State University und begann 1980 seine Karriere als Studiomusiker in Los Angeles. Dort machte sich Patitucci aufgrund seiner außerordentlichen technischen und stilistischen Sicherheit schnell einen Namen.
Als Studiomusiker spielte er unter anderem mit Künstlern wie B. B. King, Bonnie Raitt, Chick Corea, Wayne Shorter, Herbie Hancock, Michael Brecker, George Benson, Dizzy Gillespie, Was (Not Was), Dave Grusin, Natalie Cole, Bon Jovi, Queen Latifah, Sting, Gerardo Núñez, The Manhattan Transfer, Pat Martino ( Remember: A Tribute to Wes Montgomery, 2006), Noah Preminger (Some Other Time, 2016) und Carly Simon. 2019 wirkte er bei John Beasleys Grammy-nominierten Album MONK’estra Plays John Beasley mit.

## Diskographie
- John Patitucci, GRP Records, 1988
- On the Corner, GRP Records, 1989
- Sketchbook, GRP Records, 1990
- Heart of the Bass, Stretch Records, 1992
- Another World, GRP Records, 1993
- mistura fina, GRP Records, 1995
- One More Angel, Concord Records, 1997
- Now, Concord Records, 1998
- Imprint, Concord Records, 2000
- Communion, Concord Records, 2001
- Songs, Stories & Spirituals, Concord Records, 2003
- Line by Line, Concord Records, 2006
- Remembrance, Concord Records, 2009
- Brooklyn, Three Faces Records, 2015
- Irmãos De Fe, Newvelle Records, 2017
- Soul of the Bass, Three Faces Records, 2019, mit  Nate Smith, Sachi Patitucci, Isabella Patitucci
- Trio (2021), mit Vinnie Colaiuta und Bill Cunliffe
- Scenes from an Imaginary Film, Three Faces Records, 2023